# Santiago Suchilquitongo
Santiago Suchilquitongo là một đô thị thuộc bang Oaxaca, México. Năm 2005, dân số của đô thị này là 8518 người.